# Secrétariat d'État à l'Intérieur
Le secrétariat d'État à l'Intérieur d'Espagne (en espagnol : Secretaría de Estado de Interior) est le secrétariat d'État chargé des droits fondamentaux, de la sécurité publique, de l'administration territoriale, de la protection civile, des élections et des droits des étrangers entre 1994 et 1996.
Il relève du ministère de la Justice et de l'Intérieur.

## Missions

### Organisation
Le secrétariat d’État à l'Intérieur s'organise de la manière suivante : 
- Secrétariat d'État à l'Intérieur (Secretaría de Estado de Interior) ; 
  - Secrétariat général-Direction générale de la Police (Secretaría General-Dirección General de la Policía) ; 
    - Sous-direction générale des Opérations ;
    - Sous-direction général de la Gestion ;
    - Sous-direction de l'Inspection ;
    - Commissariat général de l'Information ;
    - Commissariat général de la Police judiciaire ;
    - Commissariat général de la Sécurité publique ;
    - Commissariat général des Étrangers ;
    - Commissariat général de la Documentation et de la Police scientifique ;
    - Division du Personnel ;
    - Division de la Gestion économique ;
    - Division de la Gestion technique ;
    - Division de la Formation et du Perfectionnement ;

  - Secrétariat général-Direction générale de la Garde civile (Secretaría General-Dirección General de la Guardia Civil) ; 
    - Sous-direction générale des Opérations ;
    - Sous-direction générale du Personnel ;
    - Sous-direction générale de l'Appui ;
    - Inspection générale ;

  - Direction générale de la Politique intérieure (Dirección General de Política Interior) ; 
    - Sous-direction générale de la Politique intérieure ;

  - Direction générale de la Protection civile (Dirección General de Protección Civil) ; 
    - Sous-direction générale des Plans et des Opérations ;
    - Sous-direction générale des Subventions et des Ressources ;

  - Direction générale de la Circulation (Dirección General de Tráfico) ; 
    - Secrétariat général ;
    - Sous-direction générale de la Sécurité routière ;
    - Sous-direction générale des Investigations et de la Formation routière ;
    - Sous-direction générale des Affaires juridiques ;
    - Sous-direction générale de la Gestion économique et des Services ;

  - Direction générale des Processus électoraux, des Étrangers et du Droit d'asile (Dirección General de Procesos Electorales, Extranjería y Asilo) ; 
    - Sous-direction générale des Processus électoraux ;
    - Sous-direction générale des Étrangers ;
    - Sous-direction générale du Droit d'asile.

## Titulaires
| Titulaire                                      | Titulaire        | Début      | Fin        | Parti | Ministre de la Justice |
| ---------------------------------------------- | ---------------- | ---------- | ---------- | ----- | ---------------------- |
| Secrétariat d'État à la Sécurité (1986-1994)   |                  |            |            |       |                        |
|                                                | Margarita Robles | 16/05/1994 | 08/05/1996 | Sans  | Juan Alberto Belloch   |
| Secrétariat d'État à la Sécurité (depuis 1996) |                  |            |            |       |                        |